# Álvaro Sanz
Álvaro Sanz Catalán (* 14. Februar 2001 in Caspe) ist ein spanischer Fußballspieler, der zurzeit bei CD Mirandés unter Vertrag steht.

## Karriere
Sanz wurde im Februar 2001 in einer Gemeinde in Aragonien geboren. Seine Jugendkarriere begann er 2012 bei Real Zaragoza, ehe er 2015 zum FC Barcelona wechselte. Bis zum Sommer 2020 spielte Sanz noch für die Jugendmannschaft des FC Barcelona. Daraufhin wurde Sanz in der zweiten Mannschaft registriert. Im Oktober 2021 wurde Sanz gemeinsam mit Abde Ezzalzouli vom Interimstrainer Sergi Barjuan in die erste Mannschaft aufgerufen. Bei den darauffolgenden Spielen blieb Sanz jedoch uneingesetzt. Am 2. Januar 2022 debütierte Sanz unter Trainer Xavi beim Spiel gegen RCD Mallorca. Er wurde in der 71. Minute für Nico González eingewechselt.